# Райнер Фердинанд, ерцгерцог Австрійський
Райнер Фердинанд, ерцгерцог Австрійський (нім. Erzherzog Rainer Ferdinand Maria Johann Evangelist Franz Ignaz von Österreich; 11 січня 1827, Мілан — 27 грудня 1913, Відень, Австро-Угорщина) — австрійський аристократ, ерцгерцог, представник правлячої династії Габсбургів. Голова Ради міністрів Австрійської імперії в 1861-1865.

## Біографія
Народився в родині ерцгерцога Райнера Йосипа , сьомого сина імператора Леопольда II і Марії Луїзи Іспанської. Мати Райнера Фердинанда — Марія Єлизавета Савойська-Каріньяно (1800-1856), сестра Карла Альберта, короля Сардинії.
Після служби в армії, в 1857 році  призначений головою Рейхсрата. Проявив себе як прихильник переходу до конституційної форми правління на ліберальній і централізованій основі. У 1860 році вів переговори про розширення повноважень парламенту.
У 1861 році став номінальним главою уряду при ліберальному міністрі внутрішніх справ Шмерлінгу. З ім'ям ерцгерцога пов'язують підготовку і оприлюднення 26 лютого 1861 року  Лютневого патенту. У червні 1865 року , в ході дискусії про подальшу долю конституційної реформи, покинув пост міністра-президента.
З 1861 року Райнер Фердинанд був куратором Академії наук (цей пост він займав до самої смерті), був покровителем Австрійського музею мистецтв і промисловості. У 1899 році ерцгерцог передав Придворній бібліотеці колекцію папірусів, що була знайдена у Фаюмі, і яку після його смерті назвали «колекцією Райнера».
У 1873 році був головою оргкомітету Всесвітньої виставки, яка проводилася у Відні.
У 1868-1906 роках був головнокомандуючим австрійського ландвера, з 19 жовтня 1874 — фельдцейхмейстер, 15 листопада 1908 перейменований в генерала піхоти.

## Сім'я
У 1852 році одружився зі своєю двоюрідною сестрою Марією Кароліною, дочкою ерцгерцога Карла. Шлюб був бездітним.

## Визнання
На згадку про ерцгерцога названа вулиця в Зальцбурзі — Райнерштрассе.